# Eddie "Lockjaw" Davis
Eddie "Lockjaw" Davis (Nova York, 2 de març de 1922 - Culver City, Califòrnia, 11 de novembre de 1986) fou un saxofonista i compositor de Jazz estatunidenc.
Membre d'una família humil, passà la infància en els suburbis novaiorquesos aprenent a tocar el saxo-tenor sota la influència del seu germà Terry. el 1940 es guanyava la vida tocant en locals d'aquells suburbis, on un dia el va escoltar Benny Carter, el qual l'incorporà a la seva petita orquestra de jazz. Llavors Eddie va poder perfeccionar el seu domini del saxo i aviat començà a destacar en els mitjans musicals, fins al punt d'ésser cridat per intèrprets com Louis Armstrong i Count Basie, en l'orquestra del qual s'integrà fins al 1953. A partir d'aquesta data s'independitzà com a intèrpret de jazz, actuà en importants locals de tot el país, i en aquesta època fou considerat el millor especialista del saxo-tenor.
Des de 1956 s'associà a Shirley Scott, una organista i cantant de jazz, amb la qual formà un cèlebre duo. Tornà a col·laborar amb Basie, amb el que viatjà a Europa el 1959, per després associar-se amb Johnny Griffin, un altre saxo tenor de gran fama, aconseguint ambdós èxits insuperables. Entre 1963 i 1965, Davis abandonà la interpretació per convertir-se en empresari musical, però el fracàs el retronà a la música, col·laborant des de llavors novament amb Basie i després amb Ella Fitzgerald, fins a finals de la dècada de 1970, quan començà a espaiar la seva activitat fins a retirar-se totalment.

## Anàlisi tècnica
Des del punt de vista artístic, es considera a Davis un dels grans saxofonistes especialitzats en la interpretació de blues, com ho demostren les seves gravacions, entre les quals cal destacar: Paradise Squat, Whirly bird, After supper i I can't get started, entre moltes altres. una greu malaltia l'obligà a retirar-se, provocant-li la mort el 1986.